# Lászlo Rátz
Lászlo Rátz   (Sopron, 9 d'abril de 1863 - Budapest, 30 de setembre de 1930) va ser un matemàtic hongarès que va tenir un paper fonamental en la reforma de l'ensenyament de les matemàtiques a Hongria a començaments del segle xx.

## Vida i obra
Rátz, fill d'un ferreter, va estudiar a la universitat de Budapest, en la qual es va graduar el 1887. El curs següent va ampliar estudis a la universitat de Berlín i el 1888-1889 a la d'Estrasburg.
A partir de 1890 va ser professor de matemàtiques del Fasori Gimnázium, un prestigiós institut de secundària de Budapest. En aquest institut van ser deixebles seus els joves John von Neumann, Alfred Haar i Eugene Paul Wigner, els quals van recordar sempre els seus ensenyaments. De 1909 a 1914 va ser també director de l'institut.
A més, Rátz va ser editor de Középiskolai Matematikai Lapok (Revista de matemàtiques de secundària) des de 1896 fins a 1914. La revista publicava una ampla gama de problemes matemàtics que calia resoldre amb pensament creatiu. També va ser conseller executiu del Consell Nacional de l'Ensenyament Públic, des del qual va redactar el currículum de l'assignatura de matemàtiques a secundària i les instruccions per la seva implementació. Com a representant d'Hongria, va assistir al congressos del Comitè Internacional per la Reforma de l'Ensenyament de les Matemàtiques de Milà, de Cambridge i de París.